# Вайперс

Логотип клубу до 2012 року

Логотип клубу з 2012 по 2014 рік

Спортивний клуб «Вайперс» або просто «Вайперс» (англ. Vipers Sports Club) — професіональний угандійський футбольний клуб з міста Вакісо.

## Історія
Клуб було засновано в 1969 році в місті Вакісо під назвою СК «Бунамвая», а з 21 серпня 2012 року він виступає під теперішньою назвою.
У вищому дивізіоні національного чемпіонату дебютував у 2005 році після перемоги в плей-оф за право виходу до Суперліги. В 2009 році за підсумками національного чемпіонату посів 4-те місце. З шість сезонів, проведених у Прем'єр-лізі Уганди, клуб двічі (2010 та 2015 роки) ставав переможцем національного чемпіонату. В сезоні 2010 року чемпіонський титул СК «Бунамвая» принесла виїзна перемога з рахунком 1:0 над ФК «Поліс» В 2015 році «Вайперс» стали переможцями Суперкубку, а в 2016 — Кубку Уганди.

## Досягнення
- Прем'єр-ліга Уганди
  -  Чемпіон (5): 2010, 2015, 2018, 2023, 2025

- Кубок Уганди
  -  Володар (1): 2016
  -  Фіналіст (2): 2012, 2013

- Суперкубок Уганди
  -  Володар (1): 2015
  -  Фіналіст (1): 2016

## Статистика виступів на континентальних турнірах
| Сезон | Турнір             | Раунд      | Клуб    | Вдома | На виїзді | Загалом |
| ----- | ------------------ | ---------- | ------- | ----- | --------- | ------- |
| 2016  | Ліга чемпіонів КАФ | Попередній | Еньїмба | 1-0   | 0-2       | 1-2     |

## Відомі гравці
- Ніколас Вадада
- Аллан Окелло